# Paola Pabón
Paola Verenice Pabón Caranqui (Ibarra, 28 de enero de 1978) es una abogada y política feminista ecuatoriana, actual prefecta provincial de Pichincha.

## Biografía
Nació el 28 de enero de 1978 en Ibarra, provincia de Imbabura. Realizó sus estudios superiores en la Universidad Central del Ecuador, donde obtuvo el título de abogada. Posteriormente realizó una maestría en la Universidad Rafael Landívar de Guatemala.
Inició su vida política como militante del partido Izquierda Democrática, en el que permaneció por siete años. Luego pasó al movimiento Alianza PAIS, del que posteriormente fue subdirectora en Quito.
En las elecciones legislativas de 2009 fue elegida asambleísta nacional en representación de la provincia de Pichincha, siendo reelecta al cargo en las elecciones generales de 2013. Durante su tiempo en la Asamblea integró la comisión de gobiernos autónomos durante dos periodos. También fue coordinadora del Grupo Parlamentario por los Derechos de las Mujeres de octubre de 2009 hasta mayo de 2013 y de julio de 2013 hasta su salida de la Asamblea Nacional.
El 21 de julio de 2015 renunció a su cargo luego de ser nombrada subsecretaria de la Gestión Política por el presidente Rafael Correa. En enero de 2016 asumió la Secretaría de la Gestión Política luego de la renuncia de su predecesora, Viviana Bonilla.
En mayo de 2017 el presidente Lenín Moreno la ratificó en su puesto. Sin embargo, en agosto del mismo año renunció al cargo tras mostrarse en contra de lo que percibió como una generalización por parte del presidente Moreno al criticar la administración de Rafael Correa por supuestos actos de corrupción.
En febrero del 2019 gana las elecciones para la Prefectura de Pichincha siendo la primera mujer en alcanzar este cargo. Desde su elección como prefecta, ha enfocado esfuerzos en la lucha por los derechos de las mujeres a través de la iniciativa Warmi Pichincha, promoviendo la igualdad de género y el empoderamiento femenino en la región.
Desde la prefectura ha planificado construir "La Pichincha Invencible" enfocando su plan de gobierno en fortalecer la producción, el turismo, la vialidad, derechos género.
Para las elecciones seccionales de 2023 fue reelecta al cargo de prefecta con el 28% de los votos.
El pasado 29 de mayo, en un evento significativo para la política ecuatoriana, Paola Pabón, prefecta de Pichincha, fue elegida Presidenta del Consorcio de Gobiernos Autónomos Descentralizados Provinciales del Ecuador (CONGOPE). Esta elección tuvo lugar durante la asamblea ordinaria de los miembros de CONGOPE, celebrada en Santo Domingo de Los Tsáchilas, y contó con la participación de representantes de las 23 prefecturas del país. La elección de la prefecta Pabón marca un hito histórico, ya que se convierte en la primera mujer en liderar el CONGOPE por un periodo completo, extendiéndose su mandato hasta el año 2025.
La autoridad provincial recibió un amplio respaldo de sus colegas, lo que refleja su capacidad para captar esta importante posición. En su nuevo rol, Paola Pabón se dedicará a promover la cooperación a nivel nacional e internacional, buscando desarrollar proyectos que beneficien a los ciudadanos de todas las provincias del Ecuador.
Consistente con su trayectoria en la Prefectura de Pichincha, Pabón ha enfatizado la importancia de abordar temas cruciales para la sociedad, como la lucha contra la violencia de género, el impulso al empleo mediante el fomento productivo y la elaboración de planes de seguridad provincial. Estas iniciativas se alinean con las competencias establecidas por el Código Orgánico de Organización Territorial, Autonomía y Descentralización (COOTAD) para los gobiernos provinciales, reafirmando su compromiso con el progreso y bienestar de las comunidades a lo largo del país.

## Controversias

### Suspensión de la Asamblea
En octubre de 2013 presentó junto con la asambleísta Gina Godoy una moción para que se discutiera la despenalización del aborto en casos de violación. La moción fue respaldada por otros 19 asambleístas del partido de Gobierno, incluyendo a la vicepresidenta del legislativo, Rosana Alvarado. El presidente Rafael Correa reaccionó de forma enérgica, tildando el acto como una "traición" y amenazando con renunciar a su cargo en caso de aprobarse, por lo que Pabón retiró la moción.
El 29 de octubre el Comité de Ética de Alianza PAIS suspendió a las asambleístas de sus cargos por un mes. La suspensión generó rechazo dentro del propio partido, con asambleístas como Virgilio Hernández Enríquez mostrándose en contra.

### Procesos judiciales
El 14 de octubre de 2019, Paola Pabón fue detenida para investigaciones tras un allanamiento a su domicilio en Quito relacionado con alegaciones de instigación para las movilizaciones que terminaron en saqueos y destrucción de bienes públicos en Quito y otras ciudades del país. El 15 de octubre, la Corte Provincial de Pichincha dicta prisión preventiva en contra de Pabón por el delito de rebelión. La madrugada del 25 de diciembre, día de Navidad, Pabón recuperó la libertad gracias a una orden judicial, lo que le permite regresar a su cargo como prefecta de Pichincha al día siguiente de su liberación.
En febrero de 2020, Paola Pabón fue vinculada a un segundo proceso judicial por el presunto delito de tráfico de influencias, al investigarse la firma de un contrato por parte de Pabón con la agencia de comunicación Diez Punto Comunicaciones, con el objetivo de realizar una supuesta consultoría de comunicación a los funcionarios de la Prefectura. Durante la emergencia sanitaria por la pandemia de enfermedad por coronavirus de 2020, fue acusada del presunto delito de peculado, dado que, de acuerdo al político Fernando Villavicencio, la Prefectura habría adquirido fundas para cadáveres y pruebas rápidas de COVID-19 con sobreprecio. Pabón desmintió dichas acusaciones asegurando que se trata de una "persecución infame" por parte de la Fiscalía General del Estado.
El 10 de marzo de 2022, la Asamblea Nacional concede la amnistía a 268 personas, incluida Paola Pabón, por las manifestaciones en Ecuador de octubre de 2019.